# Roberto Cavalli
Pour les articles homonymes, voir Cavalli.
Roberto Cavalli, né le 15 novembre 1940 à Florence (Toscane, Italie) et mort dans la même ville le 12 avril 2024, est un styliste italien.

## Biographie
Roberto Cavalli est né le 15 novembre 1940 à Florence en Toscane. Son grand-père, Giuseppe Rossi, appartenait au mouvement artistique Macchiaioli, dont les œuvres sont exposés à la Galerie Uffizi. Cavalli choisit d'étudier à l'Institut des Beaux Arts local, concentrant son travail sur l'impression textile. Alors qu'il était encore étudiant, il produisit une série de motifs floraux sur maillage qui attira l'attention de plusieurs manufactures de collants italiennes.

Logo de la marque Roberto Cavalli.

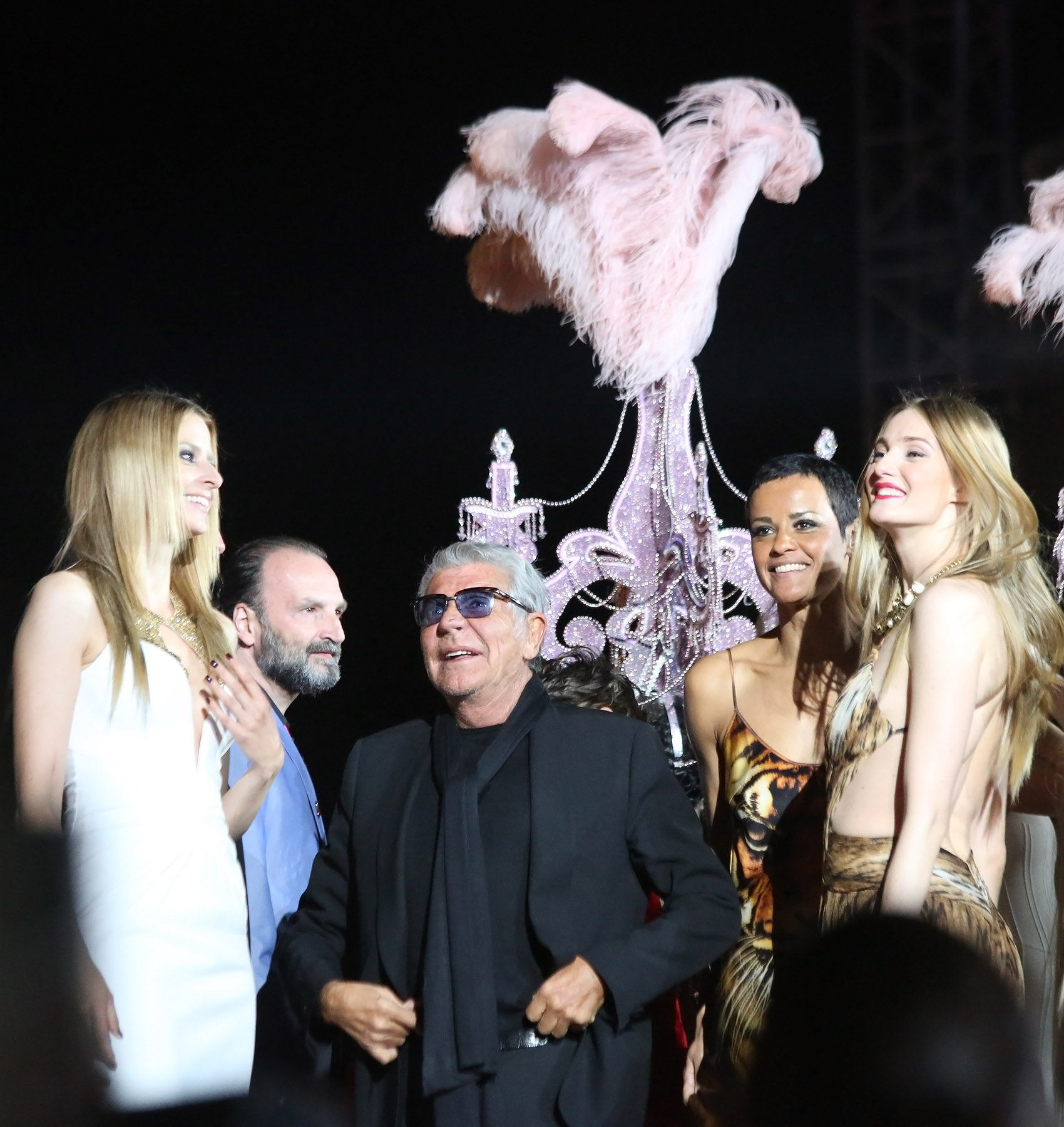
Roberto Cavalli au Life Ball 2013.

Au début des années 1970, il invente et brevète une technique d'impression sur cuir révolutionnaire, et commence à créer des patchworks de différents matériaux. Il présente ces techniques à Paris, et reçoit immédiatement des commandes de sous-traitance émanant de « maisons » prestigieuses tels qu'Hermès ou Cardin. À 30 ans, il présente sa première collection sous son nom au salon du prêt-à-porter de Paris. Il la présente également dans la Salle Blanche du palais Pitti à Florence. Il défile ensuite à Milan avec une collection de jeans faits de denim imprimé, cuirs tressés, brocard et imprimés sauvages. Il ouvre sa première boutique en 1972 à Saint-Tropez.
En 1980, Roberto Cavalli épouse Eva Düringer, qui est demeurée sa compagne et son associée jusqu'à aujourd'hui. À Milan en 1994, Cavalli présente les premiers jeans vieillis par projection de sable à haute pression (sand-blasted). Il ouvre la même année une boutique à Saint-Barthélemy, dans les Antilles françaises, suivie d'autres à Venise et Saint-Tropez. En plus de sa collection principale, qui est vendue dans plus de 50 pays à travers le monde, Roberto Cavalli crée la ligne masculine RC Menswear ainsi qu'une ligne adressée aux ados et jeunes adultes, Just Cavalli, lancée en 1998 et comprenant aujourd'hui du prêt-à-porter masculin et féminin, des accessoires, des lunettes, des montres, des parfums, des sous-vêtements et des maillots de bain. Existe également la collection Angels & Devils, adressée aux enfants, et la collection Class Line qui comprend des sous-vêtements, chaussures, lunettes, montres et parfums. En 2002, Cavalli ouvre son premier café-store à Florence, l'habillant avec des imprimés animaux qui caractérisent son style. Suit peu après l'ouverture à Milan du Just Cavalli café à la Torre Branca et d'une autre boutique sur la Via Spiga.
Le 12 avril 2024, les médias italiens annoncent le décès de Roberto Cavalli, des suites d'une longue maladie.

## Critiques
Roberto Cavalli est critiqué en 2004 par un groupe de pression hindou, le Hindu Human Rights, lors de la commercialisation d'une ligne de sous-vêtements féminins, conçus spécialement pour les magasins Harrods, comportant des images de déesses hindoues imprimées, entre autres, sur des bikinis. Les sous-vêtements incriminés furent finalement retirés des rayons avec des excuses officielles.
En 2014, les élèves d'une école de soufisme islamique MTO Shahmaghsoudi accusèrent Roberto Cavalli d'avoir plagié un des symboles religieux de leur école, protégé par le droit d'auteur, et lui demandèrent de le retirer des produits et publicités de la ligne de produits Just Cavalli où il est censé symboliser « la morsure du serpent », faisant allusion au péché originel. Ils ont lancé une vaste campagne de protestation à travers les réseaux sociaux et ont organisé de nombreuses manifestations dans les différents pays d’Europe et des États-Unis,,,,. L’école de soufisme a par ailleurs porté plainte, avant de la retirer.
En novembre 2019, Roberto Cavalli a lancé une initiative dans le cadre de ses efforts de développement durable, en collaboration avec Treedom, où il a offert l'accès à «La forêt de Roberto Cavalli» au Kenya.